# Lindo Senhor
Lindo Senhor o terceiro álbum ao vivo do cantor cristão Carlinhos Felix, lançado em dezembro de 2012 pela gravadora Sony Music, a qual o músico fechou um contrato artístico em outubro do mesmo ano. A obra foi gravada em janeiro de 2011 durante o Jesus Vida Verão, evento cristão realizado em Vila Velha, cidade do estado brasileiro do Espírito Santo.
Inicialmente, a obra seria lançada com o título Ao Vivo no Espírito Santo de forma independente pela Honor Music, conforme divulgado pelo músico em seu site oficial, porém com sua contratação com a gravadora Som Livre e o lançamento da coletânea Primeiro Amor - O Melhor de Carlinhos Felix os planos do cantor mudaram.
A obra contém doze faixas, sendo sete inéditas e cinco regravações, escolhidas pelo cantor e seus filhos. A faixa título é uma versão de uma canção gravada inicialmente pela banda Leeland versionada por Felix e Adson Sodré. As demais regravações destacam-se por sucessos antigos do cantor, como "Basta Querer", canções notáveis de outros grupos, como "Baião Eletrônico" da Banda Azul e ainda as músicas "Marca da Promessa" do Trazendo a Arca e "Amor de Deus" do Fruto Sagrado.
O projeto gráfico da obra foi divulgado no dia 13 de novembro de 2012 na fan page da gravadora, e foi motivo de diversas críticas ao seu conteúdo. A capa foi criticada pela mídia especializada, que a intitulou como "sem conceito", usando um efeito de uma parede descascando com a foto de Felix num álbum ao vivo.
O álbum foi lançado no dia 10 de dezembro de 2012 nos formatos físico e digital. A obra é uma produção independente da Honor Music e é distribuída pela Sony Music.

## Faixas
| N.º            | Título                          | Compositor(es)                                            | Duração |  |
| 1.             | "Pra Te Adorar"                 | Jonatas Santos                                            | 3:45    |  |
| 2.             | "Guiado pela Tua Mão"           | Edson Feitosa e Ana Feitosa                               | 4:05    |  |
| 3.             | "Amor de Deus"                  | Marcão, Bênlio Bussinguer e Flávio Amorim                 | 4:38    |  |
| 4.             | "Baião Eletrônico"              | Janires                                                   | 3:29    |  |
| 5.             | "Lindo Senhor" (Beautiful Lord) | Leeland - versão Carlinhos Felix e Adson Sodré            | 4:30    |  |
| 6.             | "Ouça a Sua Voz"                | Carlinhos Felix e Tikinho Rodrigues                       | 4:09    |  |
| 7.             | "Santo Nome"                    | Carlinhos Felix e Marcos Paulo                            | 4:36    |  |
| 8.             | "Diga Lá"                       | Joran e Michel                                            | 3:49    |  |
| 9.             | "Um Tempo Atrás"                | Carlinhos Felix                                           | 4:04    |  |
| 10.            | "Basta Querer"                  | Jorge Guedes                                              | 3:47    |  |
| 11.            | "Meu Louvor"                    | Carlinhos Felix e Marcos Paulo                            | 4:30    |  |
| 12.            | "Marca da Promessa"             | Luiz Arcanjo, Davi Sacer, Deco Rodrigues e Ronald Fonseca | 3:23    |  |
| Duração total: | Duração total:                  | Duração total:                                            | 48:52   |  |

## Ficha técnica
| Críticas profissionais | Críticas profissionais |
| Avaliações da crítica  | Avaliações da crítica  |
| Fonte                  | Avaliação              |
| ---------------------- | ---------------------- |
| O Propagador           | [ 7 ]                  |

- Carlinhos Felix - Vocal, violão, produção musical
- Rogério dy Castro - Baixo
- Dedy Coutinho - Baixo
- Fábio Peçanha - Bateria
- Sérgio Melo - Bateria
- Duda Andrade - Guitarra
- Adson Sodré - Guitarra
- Stefano de Moraes - Teclado
- Val Martins - Teclado
- Julinho Teixeira - Teclado
- Kleyton Martins - Teclado
- Kelli - vocal de apoio
- Lohayne - vocal de apoio
- Sanderson Demoraes - vocal de apoio